# Fischhändler

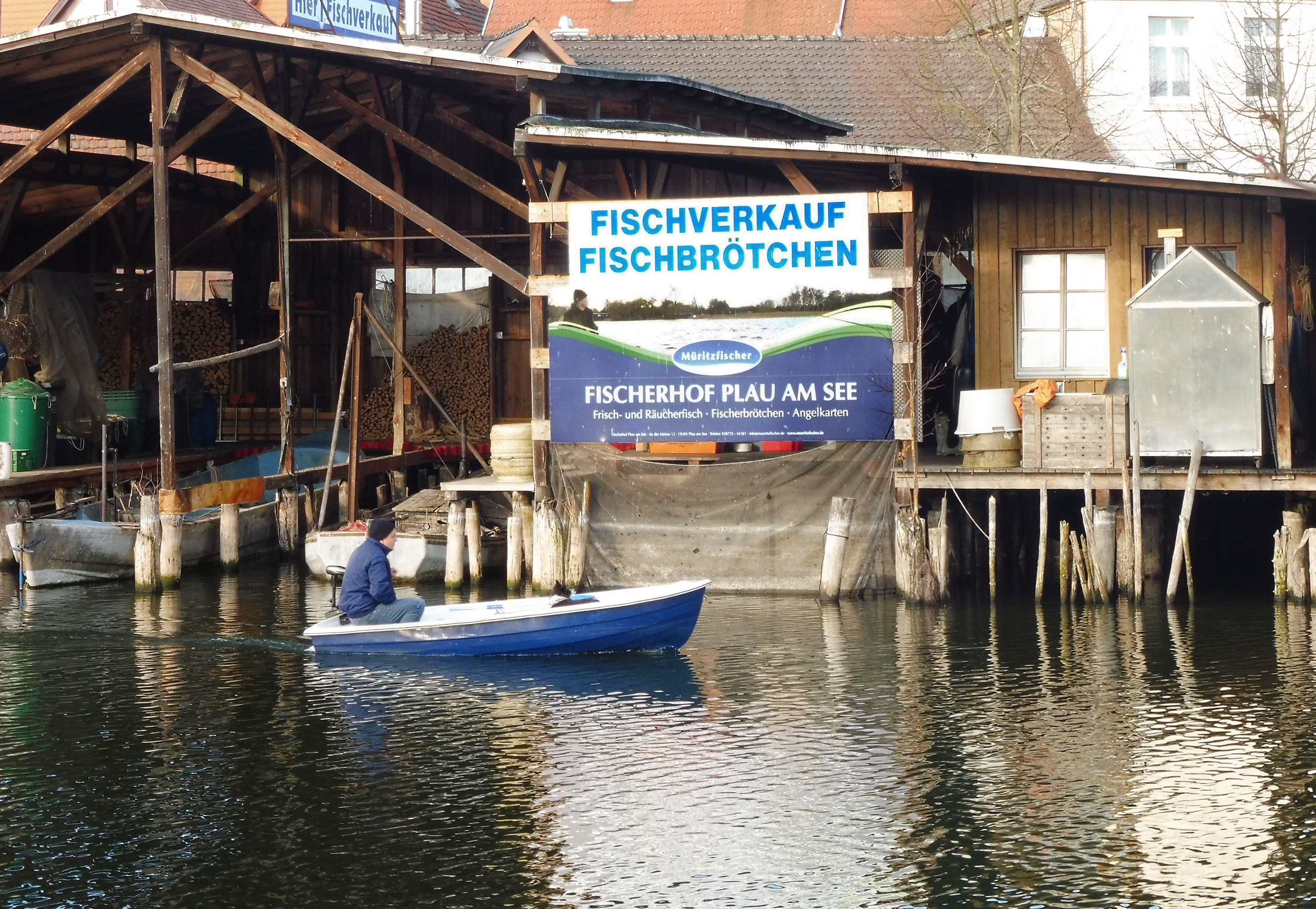
Fischhändler in Plau am See (2018)

Ein Fischhändler verkauft Fische. Im Mittelalter gehörten Fischhändler einer Zunft von frei organisierten Händlern an.

## Geschichte
Der älteste bekannte Nachweis über die Existenz von organisierten Fischer- und Fischhändler-Zünften datiert auf das Jahr 1106 und betrifft die Zunft der Fischhändler zu Worms. Damals wurde von der Stadt die Zunfturkunde an 23 Fischhändler für deren Innung zum ausschließlichen und verderblichen Fischverkauf überreicht. Simon Petrus ist Schutzpatron der Fischhändler. Sein Namenstag ist der 29. Juni. Ebenso gilt der Apostel Andreas, dessen Namenstag der 30. November ist, als Patron der Fischhändler. Maria (Mutter Jesu), mit Namenstag am 8. September, ist die Patronin der Seefischhändler. Die Figur eines Fischhändlers wird als Bestandteil der Weihnachtskrippe verwendet. Berüchtigt waren die aus Greifswald stammende Loitz (Familie), die im 15. Jahrhundert und im 16. Jahrhundert in Stettin ein Fischhandelsimperium aufbauten. Heute beherbergt das Loitzenhaus in Stettin die Kunsthochschule der Stadt.

## Gegenwart

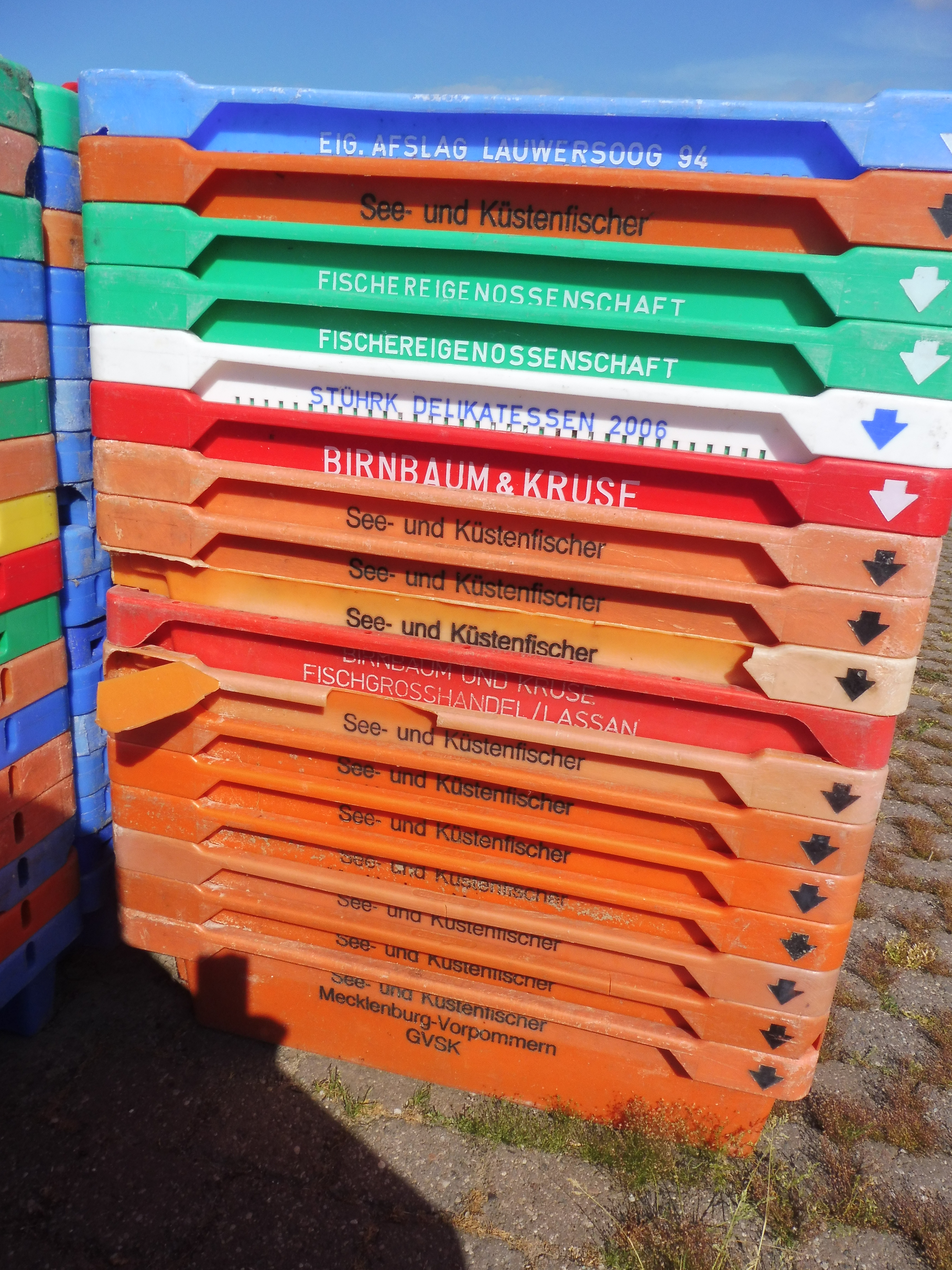
Fischkisten in Barth

Fischhändler arbeiten heute als freie Händler. Neben dem einfachen Verkaufsverkehr aus Geschäften erfreuen sie sich als Marktschreier auf Fischmärkten und Wochenmärkten einer ungebrochenen Popularität, wie etwa die legendäre Bremer Fisch-Luzie.

## Literarische Fischhändler
- Franz Lubojatzky: Der Fischhändler von Neapel, historische Novelle, 1841, Verlags-Comptoir Grimma
- Didier Savard: Dick Herrison 5 – Die Verschwörung der Fischhändler, ISBN 3-933187-41-9